# Кастелвјеј
Кастелвјеј (фр. Castelvieilh) насеље је и општина у јужној Француској у региону Миди Пирене, у департману Горњи Пиринеји која припада префектури Тарб.
По подацима из 2011. године у општини је живело 228 становника, а густина насељености је износила 42,94 становника/km². Општина се простире на површини од 5,31 km². Налази се на средњој надморској висини од 366 метара (максималној 360 m, а минималној 223 m).

## Демографија
| 1962. | 1968. | 1975. | 1982. | 1990. | 1999. | 2011. |
| ----- | ----- | ----- | ----- | ----- | ----- | ----- |
| 158   | 184   | 194   | 184   | 206   | 192   | 228   |

График промене броја становника у току последњих година